# 강희역옥
강희역옥(康熙曆獄) 또는 탕약망안(汤若望案)은 청나라 강희제 연간에 있었던 공안사건이다. "탕약망"이란 예수회 선교사 천문학자 아담 샬의 중국 이름이다. 1665년 회인 점성술사 양광선이 아담 샬을 비롯한 예수회 선교사들을 공격하는 상소를 올리면서 시작되었다. 양광선은 샬을 비롯한 예수회가 1. 모반, 2. 혹세무민, 3. 틀린 역법 이상 세 가지 죄를 지었다고 고발했다.
양광선은 1659년부터 이미 여러 해에 걸쳐 예수회의 서양 천문학을 공격하는 책자들을 저술해 온 인물이었다. 양광선은 여러 가지 논거를 대가며 샬 등의 유죄를 주장했는데, 그 중 가장 심각하게 받아들여진 것이 1658년 순치제의 4아거(황자)가 사망했을 때 샬 등이 그 장지를 흉지로 골라 효헌황후가 1660년 죽게 되었다는 것이었다. 
1661년 순치제가 사망하고 8살 난 아들 강희제가 제위에 올랐다. 양광선이 상소를 올렸던 시점에선 황제가 아직 어렸기에 의정왕대신회의가 섭정을 하고 있었다. 의정왕대신회의는 양광선의 논거를 받아들여 샬 등 7명에게 사형을 선고했다. 그런데 혜성이 나타나고 지진이 일어나는 등 상서롭지 못한 일이 이어지자 대사령이 내려졌다. 천문학자 네 명만 북경에 남기고 나머지 예수회 신부들은 마카오로 추방, 샬의 부하 천문학자들 중 중국인으로서 기독교로 개종한 다섯 명은 사형에 처하는 것으로 사태가 정리되었다. 파면된 샬을 대신해 양광선이 흠천감정으로 임명되었고, 샬은 투옥 중 일으킨 뇌졸중이 악화되어 사망했다.
1668년 양광선이 무능을 이유로 파면되고 샬의 동료 예수회 선교사였던 페르디난트 페르비스트가 흠천감정이 되었다. 흠천감에 복귀한 예수회는 정치적 복수를 시도했고, 16세로 친정을 하기 시작한 강희제는 사건을 재수사시킴과 함께 과거 죄인들을 복권시켰다. 반대로 양광선은 무고죄로 사형을 선고받았지만 고령을 이유로 유배형으로 감형되어 유배 가던 길에 죽었다. 강희제는 샬을 복권시킴으로써 샬을 죽음으로 내몰았던 의정왕대신회의의 권위를 손상시키고 이것은 친정체제의 공고화에 기여했다. 그런 한편 강희제는 예수회를 흠천감에 복귀시키기는 했으나 그들이 기독교를 선교하지는 못하게 철저히 단속했다.